# 16405 Testudo
A 16405 Testudo (ideiglenes jelöléssel (16405) 1985 DA2) a Naprendszer kisbolygóövében található aszteroida. Henri Debehogne fedezte fel 1985. február 20-án.